# 응우옌반린
응우옌반린(베트남어: Nguyễn Văn Linh, 본명: 응우옌반꾹(베트남어: Nguyễn Văn Cúc), 흥옌성, 1915년 7월 1일 ~ 1998년 4월 27일)은 베트남의 독립운동가이자 혁명가, 정치인이다. 1986년 ~ 1991년 베트남 공산당 서기장을 지냈으며, 베트남 전쟁 당시 베트콩의 정치 지도자였다. 14세 때 프랑스의 식민지 지배에 대한 투쟁을 시작했으며, 이후 반프랑스 독립운동가로 활동했다. 베트남 전쟁 중 여러 개의 가명을 사용하며 비밀 게릴라 지도자로 활약하였다가 베트남 전쟁이 끝난 뒤 공식적인 정치 지도자로 나섰다.
공산당 서기장 재임 중, 응우옌반린은 베트남 경제의 시장 경제화를 목표로 한 경제 정책 "도이 머이" (쇄신)의 강력한 입안자였다. 그리하여 응우옌반린은 종종 페레스트로이카를 시작한 소련의 지도자 고르바초프에 빗대어 "베트남의 고르바초프"라고 불리기도 한다.

## 생애
1915년 7월 1일 하노이 근처 린니가의 부르주아 가정에서 태어났다. 14 세 때부터 프랑스의 식민통치에 저항하는, 린니가의 지역 지하 공산주의 운동의 청소년 조직에 참여했다. 1930년 16세 때 프랑스에 대한 저항을 촉구하는 전단지를 배포한 혐의로 그해 1936년 프랑스 경찰에 체포되었다. 석방 후, 그는 베트남 공산당에 입당했다. 이후 오랫동안 반(反)프랑스 투쟁을 재개하다가 1941년 다시 투옥되었다가 45년까지 감옥살이를 하였다.
당 서열에서 승진을 계속한 그는 1954년 프랑스군이 철수한 뒤 나라가 남북으로 분단되자 남베트남에서 지하운동을 이끌었다. 1960년에는 공산당 중앙위원회의 위원이 되었다. 베트남 전쟁 중, 그는 남베트남에서 게릴라와 지하 활동을 지도한다. 오랫동안 숱한 가명을 사용하며 비밀 게릴라 지도자로 활약하였다가 베트남 전쟁이 끝난 뒤 공식적인 정치 지도자로 나섰다. 또한 그는 사이공에서 정부 기관에 침투 특수시킬 지하 베트콩 스파이를 훈련하였다. 1975년 남베트남 정부가 붕괴되고 베트남이 통일되면서 그는 사이공(훗날 호치민시로 개명)의 공산당 총비서가 되었다. 1976년 그는 당 정치국원이 되었다. 1979년부터 1991년까지 그는 중국, 미국 모두와의 관계개선을 위해 노력하였다.
1980년대 초반부터 계획경제에 대한 개혁 개방 여론이 나오자 그는 이를 지지하였다. 1982년 정치국원에서 물러났다가 1985년에 복귀한 그는 1986년 12월 베트남 공산당 서기장이 되어 91년까지 재직했다. 공산당 서기장으로 재임하면서 그는 경제 쇄신책인 도이 모이와 혼합경제 개혁 개방 프로그램의 도입을 적극 주장하고 국제 투자를 활발하게 유치함으로써 베트남을 경제적 고립에서 벗어나게 만들었다.
1989년에 크메르 루주에 주둔 중이던 군대의 철군을 지지했다. 그해 뇌졸중으로 잠시 병원에 입원해 있다가 1991년 공직에서 은퇴했다. 은퇴 후 1991년 12월부터 1997년까지 당 중앙집행반의 고문이었다. 그는 훗날 자신의 개혁 조치가 부패와 착취를 가져왔다면서 유감의 뜻을 표명하기도 했다. 1996년에는 베트남 국내의 각 언론에 편지를 써서 외국 자본의 침투와 자본주의 정책의 폐기를 주장하기도 했다. 1998년 4월 27일에 호치민시에서 간암으로 사망했다.